# Rafael Pérez (baseball)
Pour les articles homonymes, voir Rafael Pérez.
Rafael Jerome Pérez, né le 15 mars 1982 à Saint-Domingue en République dominicaine, est un lanceur de relève gaucher des Ligues majeures de baseball sous contrat avec les Rangers du Texas.

## Carrière
Ce lanceur de relève gaucher se signale en 2002 en ligue dominicaine d'été en ne concédant qu'une moyenne de points mérités de 0,96. Il a été recruté avant cette saison (25 janvier 2002) par les Cleveland Indians qui l'intègre ensuite à ses clubs écoles de ligues mineures. Il brille avec les Burlington Indians en 2003 en étant désigné lanceur de l'année en Appalachian League. Il passe ensuite des Kinston Indians aux Akron Aeros en 2004-2005 avant de faire ses débuts en ligue majeure le 20 avril 2006 tout étant le plus souvent à disposition des Bisons de Buffalo.
Pérez commence la saison 2007 avec les Bisons de Buffalo, mais il saisit sa chance lors d'un remplacement effectué chez les Indians à partir du 28 mai. Du 28 mai au 5 juin, il n'accorde aucun coup sûr en 13,2 manches lancées et s'impose comme releveur titulaire avec une moyenne de points mérités de seulement 1,78 sur 44 matches pour 60,7 manches lancées. C'est la troisième plus basse moyenne chez les releveurs de la Ligue américaine.
En 2009, il participe à la Classique mondiale de baseball avec la République dominicaine. Pérez joue trois matches, pour une moyenne de points mérités de zéro et trois retraits sur des prises en trois manches lancées.
En 2011, il présente sa meilleure moyenne de points mérités (3,00) depuis la saison 2007. Il remporte 5 victoires contre 2 défaites et lance 63 manches en 71 sorties au monticule. Il ne joue que 8 matchs pour les Indians en 2012, alors qu'il est ennuyé par des maux d'épaules qui mènent à une opération en septembre.
Il est mis sous contrat par les Twins du Minnesota le 14 février 2013. Il reste hors des majeures en 2013, jouant en ligues mineures pour un club-école des Twins, puis un affilié aux Red Sox de Boston.
Le 18 janvier 2014, il signe un contrat des ligues mineures avec les Rangers du Texas.

## Statistiques
| Saison | Équipe    | G   | GS | CG | SHO | V  | D  | SV | IP    | SO  | ERA  |
| ------ | --------- | --- | -- | -- | --- | -- | -- | -- | ----- | --- | ---- |
| 2006   | Cleveland | 18  | 0  | 0  | 0   | 0  | 0  | 0  | 12.1  | 15  | 4,38 |
| 2007   | Cleveland | 44  | 0  | 0  | 0   | 1  | 2  | 1  | 60.2  | 62  | 1,78 |
| 2008   | Cleveland | 73  | 0  | 0  | 0   | 4  | 4  | 2  | 76.1  | 86  | 3,54 |
| 2009   | Cleveland | 54  | 0  | 0  | 0   | 4  | 3  | 0  | 48.0  | 32  | 7,31 |
| 2010   | Cleveland | 70  | 0  | 0  | 0   | 6  | 1  | 0  | 61.0  | 36  | 3,25 |
| Totaux | Totaux    | 189 | 0  | 0  | 0   | 15 | 10 | 3  | 258.1 | 231 | 3,80 |

| Saison | Équipe    | G | GS | CG | SHO | V | D | SV | IP  | SO | ERA  |
| ------ | --------- | - | -- | -- | --- | - | - | -- | --- | -- | ---- |
| 2007   | Cleveland | 6 | 0  | 0  | 0   | 1 | 0 | 0  | 7.0 | 6  | 7,71 |
| Totaux | Totaux    | 6 | 0  | 0  | 0   | 1 | 0 | 0  | 7.0 | 6  | 7,71 |

Note : G = Matches joués ; GS = Matches comme lanceur partant ; CG = Matches complets ; SHO = Blanchissages ; 
V = Victoires ; D = Défaites ; SV = Sauvetages ; IP = Manches lancées ; SO = Retraits sur des prises ; ERA = Moyenne de points mérités.